# Super Hero Time
Super Hero Time (スーパーヒーロータイム Sūpā Hīrō Taimu?) es un programa de televisión contenedor japonés emitido en TV Asahi en el que se estrenan los episodios de las franquicias tokusatsu Super Sentai Series y Kamen Rider. Las dos series tienen décadas de historia y el público ya las había asociado en el imaginario común desde hace tiempo, sobre todo porque el creador de ambas fue el mangaka Shōtarō Ishinomori y la productora de ambas es la misma, Toei Company. Sin embargo, no se emitieron juntas hasta 2000, cuando Kamen Rider Kūga comenzó a emitirse junto a los episodios finales de Kyūkyū Sentai GoGo-V y después con Mirai Sentai Timeranger, aunque en esa época no estaban unidas en un programa común. Super Hero Time, que comenzó oficialmente el 28 de septiembre de 2003, se emite los domingos de 7:30 a 8:30 por todo Japón a través de All-Nippon News Network, aunque en otras prefecturas una o ambas series se pueden ver en otras emisoras no afiliadas a ANN.

## Historia
Desde finales de los años 1960, había una hora dedicada a programas educativos infantiles. Con los años, en esa hora comenzaron a incluirse programas del género Henshin Hero, siendo uno de los primeros Rainbowman (愛の戦士レインボーマン Ai no Senshi Reinbōman?).
El 4 de octubre de 1987, Chōjinki Metalder, de Toei, se movió de su horario del lunes por la tarde al del domingo por la mañana a las 9:00, y el 2 de abril de 1989 se movió Kidō Keiji Jiban a las 8:00 del domingo. De la misma forma, el 6 de abril de 1997, Denji Sentai Megaranger se movió de su horario de los viernes por la tarde a los domingos por la mañana a las 7:30, enlazándose con B-Robo Kabutack. Las temporadas de Super Sentai Series siguieron en el mismo horario tras el fin de Metal Hero, que fue sustituida el 31 de enero de 1999 por Moero!! Robocon, a la que siguió el estreno de Kamen Rider Kūga el 30 de enero de 2000.
Aunque las franquicias Super Sentai y Kamen Rider ya se emitieron juntas desde entonces, el programa Super Hero Time no comenzó oficialmente hasta el otoño de 2003. En el programa, actores de las dos series interactuaban para promocionar juntos los episodios y películas de las dos franquicias y realizar sketches cómicos, además de proponer concursos y sorteos para los espectadores. Mitsuomi Takahashi como Satoru Akashi (GōGō Sentai Bōkenger) y Hiro Mizushima como Sōji Tendō (Kamen Rider Kabuto) hablaban sobre los universos de las series contrarias, e Ichirō Nagai como Maestro Xia Fu (Jūken Sentai Gekiranger) solía aparecer hablando con los Imagin y con Ryotaro Nogami (Takeru Satō) de Kamen Rider Den-O en segmentos de animación. En la temporada de 2008 se introdujeron cambios en el programa, incluyendo escenas del episodio del día de cada franquicia.
Para la temporada de 2009, Kamen Rider Decade solo duró 31 episodios, y después Kamen Rider W duró una temporada completa de 49 episodios. Esto introdujo una diferencia de cinco meses entre el estreno de Kamen Rider (en torno a septiembre) respecto a Super Sentai (a mediados de febrero). Antes la diferencia era de solo un mes, ya que Kamen Rider se estrenaba en enero. Esta diferencia se amplió a seis meses tras la temporada Kamen Rider Wizard, que duró 53 episodios, haciendo que las siguientes temporadas de Kamen Rider a partir de Kamen Rider Gaim se estrenaran en octubre. En 2014 y 2015 se dedicó una entrega del programa al año a un episodio especial de una hora de duración que constituye un crossover entre las dos series que se están emitiendo en ese momento, especial que recibe el nombre de "Especial combinado de descanso de primavera" (春休み合体スペシャル Haruyasumi Gattai Supesharu?). Desde 2016 se modificó el formato del especial, sustituyéndolo por episodios corrientes, el que tocara de cada serie, pero que incluían cameos de los personajes de la serie compañera y que se complementaban entre sí.
El programa Super Hero Time fue a su vez durante algunas temporadas y hasta 2010 parte de otro programa más largo, Nichi Asa Kids Time (ニチアサキッズタイム Nichi Asa Kizzu Taimu?, "Hora infantil de los domingos por la mañana"), que comienza a las 7:00 con un anime de Mētele, y termina a las 9:00 con otro anime shōjo. Todos los programas son propiedad de Bandai Visual que sirve como patrocinador del bloque. Aunque Super Hero Time comenzó a emitirse con estos animes desde el principio, el bloque Nichi Asa Kids Time no comenzó oficialmente hasta el 4 de marzo de 2007.

## Series emitidas
| Fecha de estreno | Fecha de estreno | 7:30 Super Sentai Series  | 8:00 Kamen Rider   |
| Año              | Mes              | 7:30 Super Sentai Series  | 8:00 Kamen Rider   |
| ---------------- | ---------------- | ------------------------- | ------------------ |
| 2003             | septiembre       | Bakuryū Sentai Abaranger  | Kamen Rider 555    |
| 2004             | enero            | Bakuryū Sentai Abaranger  | Kamen Rider Blade  |
| 2004             | febrero          | Tokusō Sentai Dekaranger  | Kamen Rider Blade  |
| 2005             | enero            | Tokusō Sentai Dekaranger  | Kamen Rider Hibiki |
| 2005             | febrero          | Mahō Sentai Magiranger    | Kamen Rider Hibiki |
| 2006             | enero            | Mahō Sentai Magiranger    | Kamen Rider Kabuto |
| 2006             | febrero          | GōGō Sentai Bōkenger      | Kamen Rider Kabuto |
| 2007             | enero            | GōGō Sentai Bōkenger      | Kamen Rider Den-O  |
| 2007             | febrero          | Jūken Sentai Gekiranger   | Kamen Rider Den-O  |
| 2008             | enero            | Jūken Sentai Gekiranger   | Kamen Rider Kiva   |
| 2008             | febrero          | Engine Sentai Go-onger    | Kamen Rider Kiva   |
| 2009             | enero            | Engine Sentai Go-onger    | Kamen Rider Decade |
| 2009             | febrero          | Samurai Sentai Shinkenger | Kamen Rider Decade |
| 2009             | septiembre       | Samurai Sentai Shinkenger | Kamen Rider W      |
| 2010             | febrero          | Tensō Sentai Goseiger     | Kamen Rider W      |
| 2010             | septiembre       | Tensō Sentai Goseiger     | Kamen Rider OOO    |
| 2011             | febrero          | Kaizoku Sentai Gokaiger   | Kamen Rider OOO    |
| 2011             | septiembre       | Kaizoku Sentai Gokaiger   | Kamen Rider Fourze |
| 2012             | febrero          | Tokumei Sentai Go-Busters | Kamen Rider Fourze |
| 2012             | septiembre       | Tokumei Sentai Go-Busters | Kamen Rider Wizard |
| 2013             | febrero          | Jūden Sentai Kyoryuger    | Kamen Rider Wizard |
| 2013             | octubre          | Jūden Sentai Kyoryuger    | Kamen Rider Gaim   |
| 2014             | febrero          | Ressha Sentai ToQger      | Kamen Rider Gaim   |
| 2014             | octubre          | Ressha Sentai ToQger      | Kamen Rider Drive  |
| 2015             | febrero          | Shuriken Sentai Ninninger | Kamen Rider Drive  |
| 2015             | octubre          | Shuriken Sentai Ninninger | Kamen Rider Ghost  |
| 2016             | febrero          | Dōbutsu Sentai Zyuohger   | Kamen Rider Ghost  |
| 2016             | octubre          | Dōbutsu Sentai Zyuohger   | Kamen Rider Ex-Aid |
| 2017             | febrero          | Uchū Sentai Kyuranger     | Kamen Rider Ex-Aid |
| 2017             | septiembre       | Uchū Sentai Kyuranger     | Kamen Rider Build  |

| Fecha de estreno | Fecha de estreno | 9:00 Kamen Rider     | 9:30 Super Sentai Series                              |
| Ano              | Mes              | 9:00 Kamen Rider     | 9:30 Super Sentai Series                              |
| ---------------- | ---------------- | -------------------- | ----------------------------------------------------- |
| 2017             | octubre          | Kamen Rider Build    | Uchū Sentai Kyuranger                                 |
| 2018             | febrero          | Kamen Rider Build    | Kaitō Sentai Lupinranger VS Keisatsu Sentai Patranger |
| 2018             | septiembre       | Kamen Rider Zi-O     | Kaitō Sentai Lupinranger VS Keisatsu Sentai Patranger |
| 2019             | febrero          | Kamen Rider Zi-O     | Super Sentai Strongest Battle                         |
| 2019             | marzo            | Kamen Rider Zi-O     | Kishiryū Sentai Ryūsoulger                            |
| 2019             | septiembre       | Kamen Rider Zero-One | Kishiryū Sentai Ryūsoulger                            |
| 2020             | marzo            | Kamen Rider Zero-One | Mashin Sentai Kiramager                               |
| 2020             | septiembre       | Kamen Rider Saber    | Mashin Sentai Kiramager                               |
| 2021             | marzo            | Kamen Rider Saber    | Kikai Sentai Zenkaiger                                |
| 2021             | septiembre       | Kamen Rider Revice   | Kikai Sentai Zenkaiger                                |
| 2022             | marzo            | Kamen Rider Revice   | Avataro Sentai Donbrothers                            |
| 2022             | septiembre       | Kamen Rider Geats    | Avataro Sentai Donbrothers                            |
| 2023             | marzo            | Kamen Rider Geats    | Ohsama Sentai King-Ohger                              |
| 2023             | septiembre       | Kamen Rider Gotchard | Ohsama Sentai King-Ohger                              |
| 2024             | marzo            | Kamen Rider Gotchard | Bakuage Sentai Boonboomger                            |
| 2024             | septiembre       | Kamen Rider Gavv     | Bakuage Sentai Boonboomger                            |
| 2025             | febrero          | Kamen Rider Gavv     | No.1 Sentai Gozyuger                                  |
| 2025             | septiembre       | Kamen Rider Zeztz    | No.1 Sentai Gozyuger                                  |

## Zona de emisión
Este programa se emite en TV Asahi (Tokio), Mētele (Nagoya), ABC (Osaka) y todas las demás emisoras de All-Nippon News Network (resto de Japón) vía satélite. En otras zonas del país que se desglosan a continuación, algunas emisoras no afiliadas con ANN emiten una o las dos series:
Yamanashi
- Yamanashi Broadcasting System (YBS) (afiliada con Nippon News Network, propiedad de Nippon TV) - Super Sentai
- UHF Television Yamanashi (UTY) (afiliada con Japan News Network, propiedad de TBS) - Kamen Rider

Toyama
- Kitanihon Broadcasting (KNB) (afiliada con Nippon News Network, propiedad de Nippon TV) - Super Sentai y Kamen Rider

Fukui
- Fukui Broadcasting Corporation (FBC) (afiliada con NNN y ANN) - Super Sentai
- Fukui Television Broadcasting (FTB) (afiliada con Fuji News Network, propiedad de Fuji Television) - Kamen Rider

Shimane/Tottori
- Broadcasting System of San-in (BSS) (afiliada con Japan News Network, propiedad de TBS) - Kamen Rider
- San-in Chūō Television Broadcasting (TSK) (afiliada con Fuji News Network, propiedad de Fuji Television) - Super Sentai

Tokushima
- Shikoku Broadcasting (JRT) (afiliada con Nippon News Network, propiedad de Nippon TV) - Super Sentai y Kamen Rider

Kōchi
- Television Kochi (KUTV) (afiliada con Japan News Network, propiedad de TBS) - Super Sentai

Miyazaki
- Miyazaki Broadcasting (MRT) (afiliada con Japan News Network, propiedad de TBS) - Super Sentai y Kamen Rider